# Zur Mühlen (Velbert)
Die Ortslage Zur Mühlen im nordrhein-westfälischen Velbert (zum Kreis Mettmann gehörig) im Stadtteil Neviges geht auf einen Hof und eine Mühle zurück. Nördlich benachbart ist die Ortslage Kopfstation. 1715 wird die Mühle auf der Topographia Ducatus Montani als Zur Mühl bezeichnet.

## Geschichte
Die Hofstätte wurde bereits im 16. Jahrhundert als Sitz freier Bauerngeschlechter und Gerichtsstätte erwähnt. Die dazugehörige Mühle war die erste Bannmühle in der Herrschaft Hardenberg.
Am 6. Januar 1955 brach in dem Hofgebäude, das sich im Besitz des Industriellen W. Schniewind befand,  ein Brand aus, bei dem das Obergeschoss und der Dachstuhl zerstört wurden. Es sollen kostbare alte Schnitzereien und Möbel dabei vernichtet worden sein.